# Adenophlebiodes massirius
Adenophlebiodes massirius is een haft uit de familie Leptophlebiidae. De wetenschappelijke naam van de soort is voor het eerst geldig gepubliceerd in 1991 door Elouard-Hideux & Elouard.
De soort komt voor in het Afrotropisch gebied.